# ジェーン台風
ジェーン台風（ジェーンたいふう、昭和25年台風第28号、国際名：ジェーン/Jane）は、1950年（昭和25年）9月に近畿地方や四国地方などに大きな被害をもたらした台風である。

## 概要

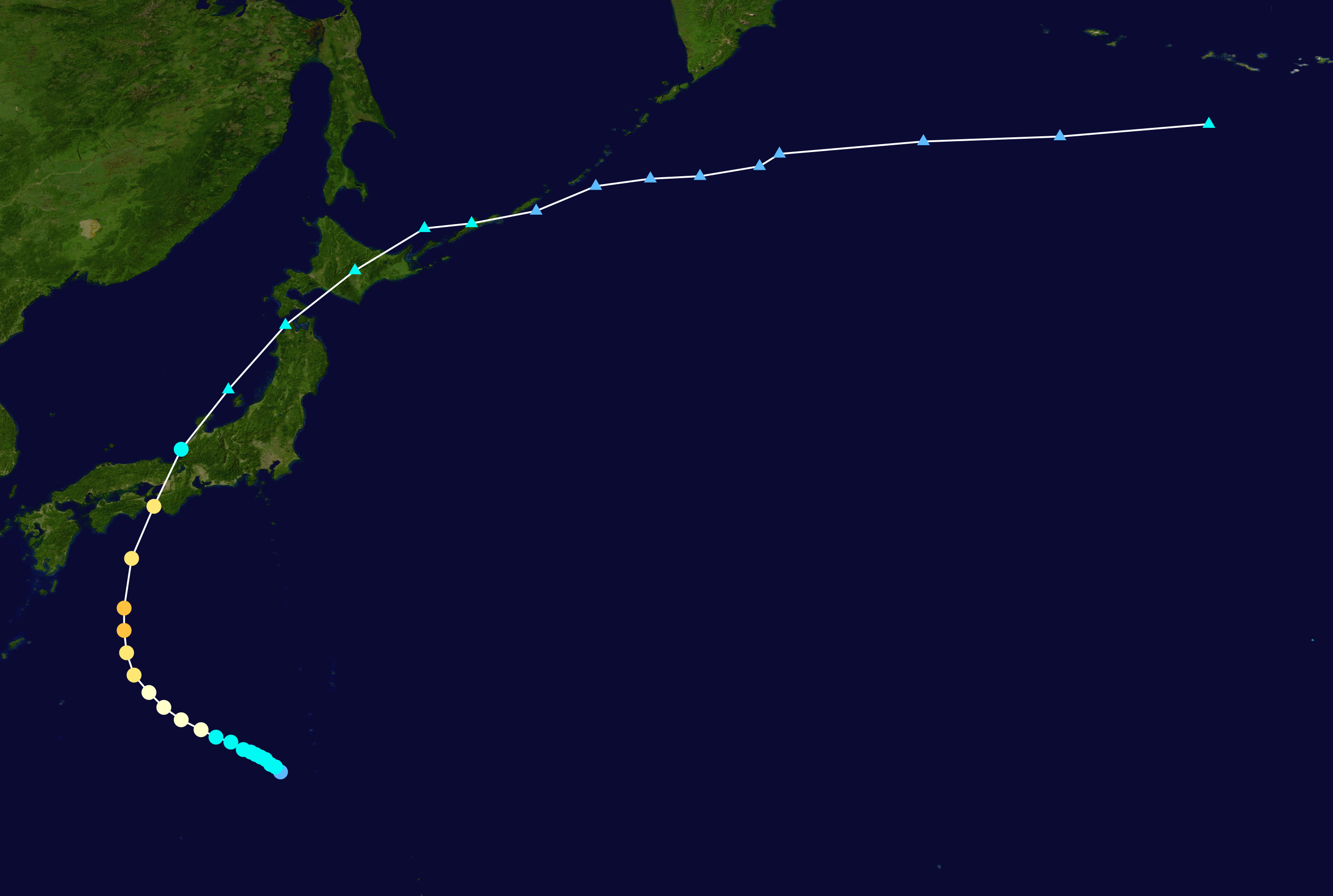
進路図

1950年8月30日、硫黄島の南西海上で台風28号が発生。当時の日本はアメリカの占領下にあり、気象業務も米軍と共同で行われていたため、番号ではなく、アメリカ式に「ジェーン台風」と呼ばれた。1950年は暖候期を中心に台風の発生緯度が比較的高く、ジェーン台風も高緯度で発生している。最盛期は、中心気圧940ヘクトパスカル、最大風速50m/sであった。
台風は、9月3日10時に、徳島県日和佐町（現美波町）付近に上陸した。その後、台風は淡路島付近を通過し、12時頃神戸市垂水区付近に再上陸した。その後、若狭湾へ抜け、日本海へ進み、9月4日4時頃、北海道渡島半島南端に再上陸した。台風は北海道を縦断し、オホーツク海へ抜けた。

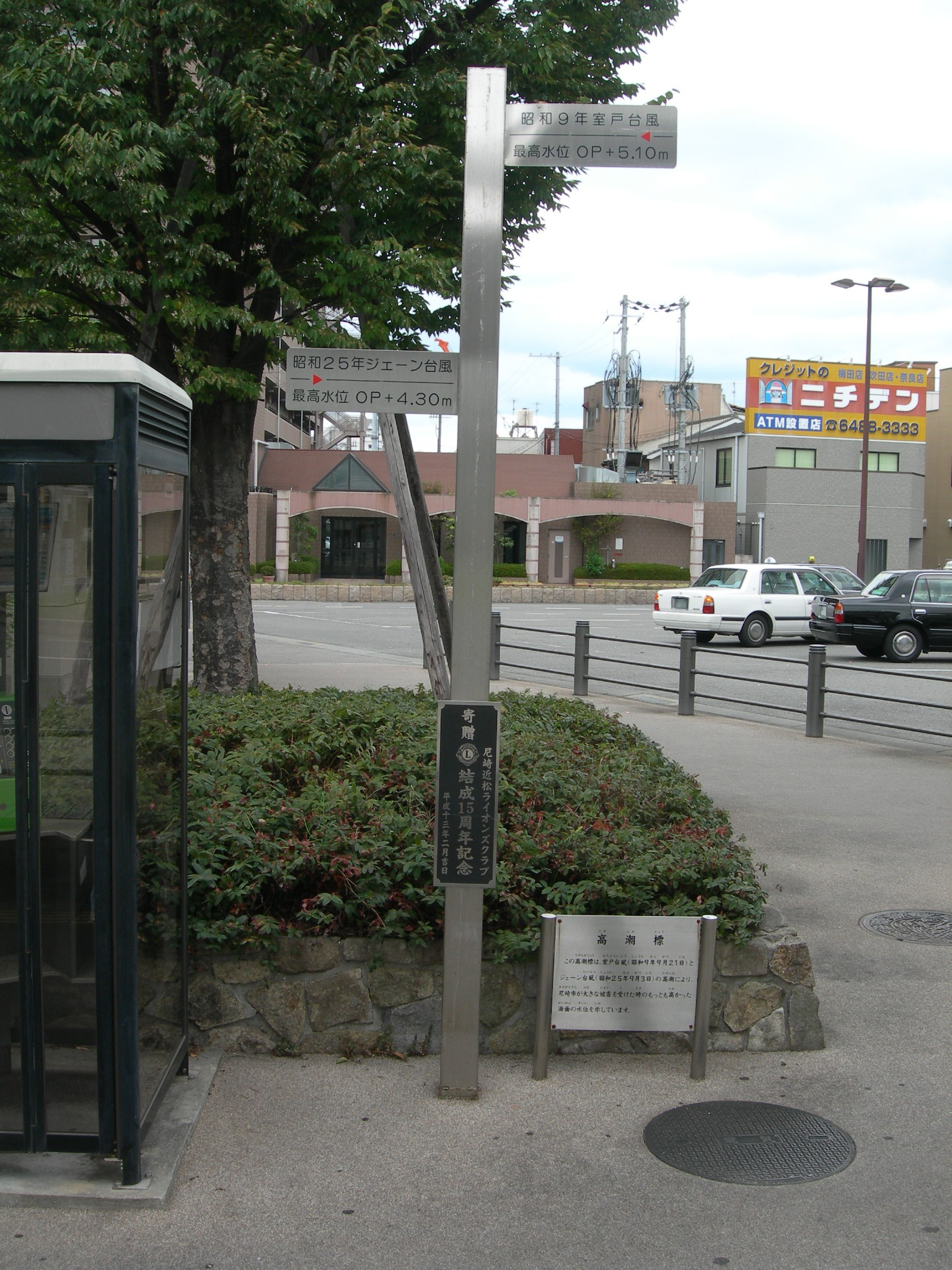
JR尼崎駅
南口（兵庫県尼崎市）に立つ室戸台風（上）とジェーン台風（下）での高潮水位を示す表示。ジェーン台風時の水位としてOP+4.30mを示している。

台風による影響は、降水による影響よりも、強風による影響の方が大きかった。四国・紀伊半島の沿岸では35m/sの暴風が吹いた。また、近畿・北陸・東海では30m/sの暴風が吹いた。和歌山では、最大風速36.5m/s、最大瞬間風速47.2m/sを記録した。神戸海洋気象台でも、最大瞬間風速40m/s以上となったが、計測器の破損により、一時欠測となった。大阪湾では、台風の強風による吹き寄せで高潮が発生し、船舶に被害が出たり、多くの家屋が浸水したりした。
同年9月8日、被害が大きかった大阪府、和歌山県、兵庫県、京都府、徳島県、福井県、石川県、滋賀県、富山県は昭和天皇、香淳皇后より御救恤金を賜った。また同月10日より崇仁親王による被害状況視察が行われた。
ジェーン台風の上陸から10日後にはキジア台風が日本に上陸し、列島の各地に更なる被害をもたらした。

## 被害
| 高潮で浸水した大阪市街（大阪市港区市岡付近） |  | 大阪市東区（現：中央区）本町の被害の様子 |
| 高潮で浸水した大阪市街（大阪市港区市岡付近） |  | 大阪市東区（現：中央区）本町の被害の様子 |

- 死者 - 398名
- 行方不明者 - 141名
- 負傷者 - 26,062名
- 住家全壊 - 19,131棟
- 住家半壊 - 101,792棟
- 床上浸水 - 93,116棟
- 床下浸水 - 308,960棟

和歌山県有田郡箕島町（現：有田市）では、辰ヶ浜漁港から出漁した漁船が台風に遭遇。13隻が流出、3隻が沈没、21隻が破損。100人以上が行方不明となった。